# Coelichneumon masoni
Coelichneumon masoni är en stekelart som beskrevs av Heinrich 1961. Coelichneumon masoni ingår i släktet Coelichneumon och familjen brokparasitsteklar. Inga underarter finns listade i Catalogue of Life.